# Soyuz 36
Soyuz 36 (tiếng Nga: Союз 36, Liên hợp 36) là một chuyến bay không gian của Liên Xô có người lái đến trạm vũ trụ Salyut 6 vào năm 1980. Đó là phi vụ thứ 11 đến và phi vụ thứ 9 kết nối thành công với trạm. Phi hành đoàn Soyuz 36 là những người đầu tiên đến thăm phi hành đoàn Soyuz 35 (Salyut 6 EO/ЭО-4) ở dài ngày.
Soyuz 36 mang theo phi hành gia Valery Kubasov và Bertalan Farkas - nhà du hành vũ trụ đầu tiên của Hungary. Họ trao đổi tàu Soyuz với phi hành đoàn ở dài ngày và trở về Trái Đất trong tàu Soyuz 35; một phi hành đoàn sau đó (từ tàu Soyuz 37) đã sử dụng tàu của họ để trở về Trái Đất.

## Phi hành đoàn
| Vị trí           | Phi hành gia phóng lên | Phi hành gia trở về |
| ---------------- | --- | --- |
| Chỉ huy          | Valery N. Kubasov, Liên Xô - Thành viên phi hành đoàn Salyut 6 EP/ЭП-5 - Chuyến bay vũ trụ thứ 3 và cuối cùng                                   | Viktor V. Gorbatko, Liên Xô - Thành viên phi hành đoàn Salyut 6 EP/ЭП-7 - Chuyến bay vũ trụ thứ 3 và cuối cùng                                        |
| Kỹ sư chuyến bay | Bertalan Farkas, Hungary - Thành viên phi hành đoàn Salyut 6 EP/ЭП-5 - Phi hành gia trong chương trình Interkosmos - Chuyến bay vũ trụ duy nhất | Phạm Tuân, Việt Nam - Thành viên phi hành đoàn Salyut 6 EP/ЭП-7 - Phi hành gia nghiên cứu trong chương trình Interkosmos - Chuyến bay vũ trụ duy nhất |

Chú thích:
- EP (tiếng Nga: ЭП, Экспедиция Посещения, Ekspeditsiya Posescheniya) nghĩa là phi hành đoàn ở ngắn ngày tại trạm vũ trụ.

### Phi hành đoàn dự phòng
| Vị trí           | Phi hành gia                     |
| ---------------- | -------------------------------- |
| Chỉ huy          | Vladimir A. Dzhanibekov, Liên Xô |
| Kỹ sư chuyến bay | Béla Magyari, Hungary            |